# 사쿠라자와역
사쿠라자와역(일본어: 桜沢駅, さくらざわえき)은 일본 사이타마현 오사토군 요리이정에 있는 지치부 철도 지치부 본선의 역이다.
요리이 정립 요리이 중학교의 통합에 따라 현재 위치로 신설된 것에 따라 개설되었다.

## 역 구조
섬식 승강장 1면 2선의 지상역으로 업무 위탁역이다.(관리역: 요리이역)
섬식 승강장 끝에 역사가 있어 역사에는 선로를 걸친 보도교의 중간에서 계단을 내려가는 구조로 되어 있다. 역무원 근무 시간은 평일 7:00 ~ 20:00, 주말은 8:00 ~ 19:00이다.

### 승강장
| 1 | ■ 지치부 선 | 요리이・나가토로・지치부・미쓰미네구치 방면 |
| 2 | ■ 지치부 선 | 구마가야・교다시・하뉴 방면                 |

## 역 주변
- 요리이 정립 요리이 중학교
- 요리이 정립 사쿠라자와 초등학교
- 사이타마 현립 요리이조호쿠 고등학교
- 국도 제254호선
- 국도 제140호선
- 사이타마 현도 62호 후카야요리이 선
- 사이타마 토건 일반 노조 후카야 요리이 지부
- 베이시아 요리이키타점
- 현북 도시 노선 대체 버스 사쿠라자와 정류소

## 역사
- 1989년 4월 1일: 영업 개시.

## 인접역
| 지치부 철도 ■ 지치부 본선 | 지치부 철도 ■ 지치부 본선 | 지치부 철도 ■ 지치부 본선 |
| ------------------------- | ------------------------- | ------------------------- |
| 오마에다 하뉴 방면        | 보통                      | 요리이 미쓰미네구치 방면  |